# Saldubella pictipes
Saldubella pictipes är en tvåvingeart som beskrevs av James 1977. Saldubella pictipes ingår i släktet Saldubella och familjen vapenflugor. Inga underarter finns listade i Catalogue of Life.